# Okrugljača
Okrugljača – wieś w Chorwacji, w żupanii virowiticko-podrawskiej, w gminie Špišić Bukovica. W 2011 roku liczyła 272 mieszkańców.